# جيمس أوغستين
جيمس أوغستين (بالإنجليزية: James Augustine)‏ مواليد 27 فبراير 1984 في ميدلوثيان، هو لاعب كرة سلة أمريكي بدأ مسيرته الاحترافية في سنة 2006 حيث تم اختياره من قبل فريق أورلاندو ماجيك خلال الدرافت يلعب مع فريق خيمكي ويحمل الرقم 5. يبلغ طوله 6 قدم 10 بوصة (2.1 م).

## فرق لعب لها
- أورلاندو ماجيك
- سي بي غران كناريا
- فالنسيا باسكت
- سي بي مورسيا
- خيمكي

## إحصائيات المسيرة

### الرابطة الوطنية لكرة السلة

#### الموسم الاعتيادي
| السنة   | الفريق         | لعب | بدأ | دقيقة | ميداني% | ثلاثية | حرة  | ارتداد | صنع | استلاب | تصدي | نقطة |
| ------- | -------------- | --- | --- | ----- | ------- | ------ | ---- | ------ | --- | ------ | ---- | ---- |
| 2006–07 | أورلاندو ماجيك | 2   | 0   | 3.5   | .333    | .000   | .000 | 1.5    | 1.0 | .0     | .0   | 1.0  |
| 2007–08 | أورلاندو ماجيك | 25  | 0   | 6.0   | .529    | .000   | .500 | 1.2    | .1  | .2     | .1   | 1.6  |
| المسيرة |                | 27  | 0   | 5.8   | .514    | .000   | .500 | 1.2    | .1  | .2     | .1   | 1.6  |

#### التصفيات
| السنة   | الفريق         | لعب | بدأ | دقيقة | ميداني% | ثلاثية | حرة  | ارتداد | صنع | استلاب | تصدي | نقطة |
| ------- | -------------- | --- | --- | ----- | ------- | ------ | ---- | ------ | --- | ------ | ---- | ---- |
| 2008    | أورلاندو ماجيك | 1   | 0   | 2.0   | 1.000   | .000   | .000 | 1.0    | .0  | .0     | .0   | 2.0  |
| المسيرة |                | 1   | 0   | 2.0   | 1.000   | .000   | .000 | 1.0    | .0  | .0     | .0   | 2.0  |

## روابط خارجية
- جيمس أوغستين على موقع الدوري الأوروبي لكرة السلة (الإنجليزية)
- جيمس أوغستين على موقع إن بي أي (الإنجليزية)
- جيمس أوغستين على موقع سبورتس رفرنس (الإنجليزية)
- جيمس أوغستين على موقع الدوري الإسباني لكرة السلة (الإسبانية)
- جيمس أوغستين على موقع كرة السلة الأوروبية.كوم (الإنجليزية)
- جيمس أوغستين على موقع كلية كرة السلة في سبورتس رفرنس.كوم (الإنجليزية)
- جيمس أوغستين على موقع ريلجم (الإنجليزية)
- جيمس أوغستين على موقع بروبوليرز (الإنجليزية)
- جيمس أوغستين على موقع سبورتس رفرنس (الإنجليزية)
- جيمس أوغستين على موقع سبورتس رفرنس (الإنجليزية)